# Souk El Had (Relizane)
Pour les articles homonymes, voir Souk El Had.
Souk El Had est une commune de la wilaya de Relizane en Algérie.

## Histoire
La Ferme Gautier est une ancienne ferme agricole transformée en centre de détention et de torture pendant la guerre d'Algérie dans la commune de Souk El Had,,.

## Toponymie
Le nom signifie « marché du dimanche », composé de l'arabe: Souk (marché), et Had ou Haad (dimanche).

## Administration

### Gestion communale
En août 2020, le maire de la commune est limogé à la suite d'enquêtes sur des « malversations et « abus de confiance ».